# Харпер, Тед
Э́двард Кэ́шфилд Ха́рпер (англ. Edward Cashfield Harper; 22 августа 1901 — 22 июля 1959), более известный как Тед Харпер (англ. Ted Harper) — английский футболист, центральный нападающий. Выступал за английские клубы «Блэкберн Роверс», «Уэнсдей», «Тоттенхэм Хотспур» и «Престон Норт Энд».

## Клубная карьера
Уроженец Ширнесса, Харпер начал футбольную карьеру в местных командах «Уитстейбл Таун» и «Шеппи Юнайтед». В 1923 году стал игроком клуба «Блэкберн Роверс». В сезоне 1925/26 Харпер стал лучшим бомбардиром Первого дивизиона Футбольной лиги, забив 43 гола в 37 матчах, что стало новым рекордом Футбольной лиги (два года спустя этот рекорд побил Дикси Дин, забивший 60 голов). 43 гола Харпера, забитые им в течение одного сезона, до сих пор остаются рекордным показателем среди всех игроков «Блэкберн Роверс». С 1923 по 1927 год Харпер провёл за «Роверс» 144 матча и забил 106 голов в рамках чемпионата.
В ноябре 1927 года перешёл в клуб «Уэнсдей» из Шеффилда за 4000 фунтов. За два года в составе этого клуба сыграл только 22 матча, в которых забил 16 голов.
В марте 1929 года перешёл в лондонский клуб «Тоттенхэм Хотспур» за рекордные для клуба 5500 фунтов. Забил гол за «шпор» в своём дебютном матче против «Клэптон Ориент» 16 марта 1929 года. В сезоне 1930/31 забил 36 голов, что стало рекордным показателем для «Тоттенхэм Хотспур» (это достижение повторил Бобби Смит в сезоне 1957/58). Всего сыграл за «шпор» 67 матчей и забил 63 гола.
В декабре 1931 года перешёл в «Престон Норт Энд», который отдал за его переход 5000 фунтов, а также нападающего Дика Роули. В сезоне 1931/32 забил за клуб 26 голов, а в сезоне 1932/33 — 37 голов, что до сих пор является клубным рекордом «Престон Норт Энд». В общей сложности забил за клуб 69 голов в 80 официальных матчах.
В ноябре 1933 года вернулся в «Блэкберн Роверс», который заплатил за его переход 1300 фунтов. По окончании сезона 1934/35 завершил карьеру игрока.

## Карьера в сборной
17 апреля 1926 года сыграл за сборную Англии в матче Домашнего чемпионата против сборной Шотландии. Матч, который прошёл на стадионе «Олд Траффорд» в Манчестере, завершился победой шотландцев со счётом 1:0.

## Достижения

### Командные достижения
(Шеффилд) Уэнсдей
- Чемпион Англии: 1928/29

### Личные достижения
- Лучший бомбардир Первого дивизиона Футбольной лиги: 1926 (43 гола)
- Лучший бомбардир Второго дивизиона Футбольной лиги: 1933 (37 голов)

## После завершения карьеры футболиста
С августа 1935 по май 1948 года работал в тренерском штабе клуба «Блэкберн Роверс».
Также работал в компании English Electric до своей смерти в 1959 году.